# Blade Runner (videogioco 1997)
Blade Runner è un videogioco del tipo avventura grafica prodotto dai Westwood Studios nel 1997, basato sul film Blade Runner, tratto a sua volta dal romanzo Il cacciatore di androidi di Philip K. Dick. Il gioco riprende in modo fedele gli scenari e l'atmosfera del film, ma introduce nuovi personaggi. I doppiatori originali dei personaggi principali del videogioco sono gli attori del film.

## Trama
Il gioco si svolge in una brumosa megalopoli del futuro, popolata di esseri umani artificiali, chiamati replicanti, concepiti per essere usati nei lavori più umili e destinati ad avere una vita brevissima. Molti dei replicanti, terrorizzati dall'idea di morire, diventano dei pericolosi fuorilegge, spesso con l'intenzione di trovare un modo, seppure illegale, di allungare le loro brevi esistenze. Per assicurare l'ordine e la sicurezza, delle speciali unità di polizia, note come Blade Runner, hanno il compito e l'autorità di "ritirare", ovvero uccidere, tutti i replicanti che girano liberi sulla Terra, compresi quelli non violenti.
Il giocatore si cala nei panni dell'agente Ray McCoy, Blade Runner principiante che deve indagare sull'uccisione di alcuni animali a opera di due replicanti presso la Runciter Animals. Durante l'avventura avrà modo di conoscere la reale condizione delle sue vittime, anche dal loro punto di vista.
Il gioco, dotato di una sorta di generatore casuale di eventi, prevede sei diversi finali, compreso il lieto fine delle versioni Domestic e International's Cut.

## Modalità di gioco
Il videogioco si concentra più sul lavoro investigativo che sugli enigmi di stampo classico. Le decisioni prese dal giocatore durante il gioco si ripercuoteranno sull'esito della storia, portandola a una delle sei possibili conclusioni.
Le scene d'intermezzo sono state realizzate ricorrendo alla tecnologia Motion capture, permettendo in tal modo di scannerizzare i visi degli attori, ottenendo un livello di dettaglio particolarmente alto per l'epoca. Alcuni attori dell'omonimo film di Ridley Scott, come Sean Young e Joe Turkel hanno prestato il loro volto e la loro voce originale.

## Personaggi
- Ray McCoy: un cacciatore di androidi recentemente promosso all'unità Blade Runner; protagonista e voce narrante della storia.
- Crystal Steele: efficiente cacciatrice e tiratrice infallibile; unico suo interesse è il ritiro dei replicanti allo scopo di incassare i bonus previsti per la loro eliminazione. Nella scena iniziale sembrerebbe tuttavia mostrare un interesse per il suo inesperto collega.
- Tenente Edison Guzza: il nuovo capo della sezione Blade Runner; affida a Ray, ufficialmente per carenza di personale, la delicata missione della strage di animali al negozio di Runciter.
- Clovis: leader del gruppo di replicanti ai quali Ray sta dando la caccia; personaggio riflessivo e carismatico ma disposto a tutto per ottenere il "premio" di una vita più lunga.
- Lucy Devlin: replicante quattordicenne con funzioni "domestiche" al servizio di Runciter, della quale l'anziano proprietario si approfitta; sarà la traccia che porterà Ray a seguire i componenti del gruppo.
- Sadik: replicante di colore esperto di esplosivi.
- Dektora: replicante amante di Clovis. Sì esibisce come danzatrice esotica all'Early Q's.
- Zuben: replicante con funzioni di combattente nelle colonie extra mondo ed il primo ad essere incontrato da Ray.
- Gaff: anziano cacciatore che funge da guida a Ray.
- Bob Gorsky: proprietario di un negozio di armi.
- Izo: trafficante d'armi.
- Gordo Fizz: ambiguo personaggio che Ray incontra spesso durante le sue indagini. Sì esibisce come comico al Taffy's.
- Spencer Grigorian: membro dell'associazione "cittadini contro la schiavitù dei replicanti", sospettato di favorire la fuga degli androidi.

Oltre a Gaff nel gioco compaiono altri personaggi del film: Leon Kowalsky, che appare brevemente allo Yukon Hotel, Hannibal Chew nel suo laboratorio, J. F. Sebastian, Rachael e il dottor Eldon Tyrell, mentre Deckard, Holden e il capitano Bryant vengono solo nominati.

## Blade Runner: Enhanced Edition
Il 23 giugno 2022 uscì una versione rimasterizzata di Blade Runner (videogioco 1997). La remastered mantiene l'opera originale invariata, tuttavia vi integra il controllo mediante gamepad e ne migliora in genere l'aspetto grafico: una conversione in HD dell'interfaccia completa, upgrade delle cinematiche, l'aggiunta dell'antialiasing SMAAA con filtro anisotropico delle texture e un miglioramento generale della localizzazione dei testi.